# Fjärås kyrkby
Fjärås kyrkby är en tätort i Kungsbacka kommun i Hallands län och som namnet säger, kyrkby i Fjärås socken.

## Befolkningsutveckling
| Befolkningsutvecklingen i Fjärås kyrkby 1970–2020                     | Befolkningsutvecklingen i Fjärås kyrkby 1970–2020 | Befolkningsutvecklingen i Fjärås kyrkby 1970–2020 | Befolkningsutvecklingen i Fjärås kyrkby 1970–2020 | Befolkningsutvecklingen i Fjärås kyrkby 1970–2020 |
| --------------------------------------------------------------------- | ------------------------------------------------- | ------------------------------------------------- | ------------------------------------------------- | ------------------------------------------------- |
|                                                                       |                                                   |                                                   |                                                   |                                                   |
| År                                                                    |                                                   |                                                   | Folkmängd                                         | Areal (ha)                                        |
| 1970                                                                  | 1970                                              |                                                   | 500                                               |                                                   |
| 1975                                                                  | 1975                                              |                                                   | 1 142                                             |                                                   |
| 1980                                                                  | 1980                                              |                                                   | 1 384                                             |                                                   |
| 1990                                                                  | 1990                                              |                                                   | 1 475                                             | 112                                               |
| 1995                                                                  | 1995                                              |                                                   | 1 944                                             | 129                                               |
| 2000                                                                  | 2000                                              |                                                   | 2 041                                             | 130                                               |
| 2005                                                                  | 2005                                              |                                                   | 2 213                                             | 136                                               |
| 2010                                                                  | 2010                                              |                                                   | 2 321                                             | 144                                               |
| 2015                                                                  | 2015                                              |                                                   | 2 385                                             | 205                                               |
| 2020                                                                  | 2020                                              |                                                   | 2 703                                             | 269                                               |
| Anm.: Ny tätort 1970. 2020 växte samman med Nygård, Kungsbacka kommun |                                                   |                                                   |                                                   |                                                   |

## Samhället
I Fjärås centrum finns främst villakvarter och man har betydande utpendling, främst till Kungsbacka och Göteborg. Det finns bland annat en vårdcentral (invigd 2006), livsmedelsaffärer och ett fritidscenter med simhall. Utbildning bedrivs i de två grundskolorna Bräckaskolan (klass 0-5) och Smedingeskolan (klass 6-9).
Fjärås kyrka ligger uppe på Fjärås bräcka i södra delen av Fjärås kyrkby.